# Felechosa
Felechosa es un pueblo perteneciente a la parroquia del Pino en el Concejo de Aller, Principado de Asturias (España),comúnmente conocido como "el Puilo".
La localidad de Felechosa se halla a 651 metros de altitud y es la última localidad de relevancia antes de llegar al puerto San Isidro. Habitan unas 650 personas aproximadamente, aunque los fines de semana dependiendo de temporada puede multiplicarse su población. Como en otros pueblos de cierto tamaño se divide en dos barrios principales, Barro Baxo y Barro Cima, y cada uno de ellos se organiza en varias corraladas tales como Recastro, el Cantón, el Corral de Baxo, el L.lerón, Mediavil.la, el Corralín, El Crucero, La Reguerina, el Curriil.lo, la Corralá, la Viña, la Bizqueta etc. Además, en la parte alta, se ubica el barrio de Los Castiel.los también conocido por La Ermita pues allí se alza la capilla de la Virgen de la Antigua. Los Castiel.los hace referencia al castro que allí se eleva reconocido como tal por José Manuel González en los años 50.
Los habitantes de Felechosa reciben por los habitantes de la parte de abajo de Aller el sobrenombre  "de la viga travesá", denominación que supuestamente se relaciona con una determinada operación al realizar la construcción de la citada capilla. Sus habitantes son de naturaleza emprendedora y afable, y abiertos y acogedores con los forasteros.
El habla de Felechosa, estudiada por Lorenzo Rodríguez Castellano en el año 1952, tiene una serie de características que son compartidas por otros pueblos del alto Aller: terminación de plurales femeninos en -as (las vacas), uso de la "l.le" (l.lana, l.lingua, portiel.la, etc.), terminaciones de sustantivos en -o (oso, puerto, baxo, etc.), metafonía vocálica (melendru, guetu, gucho, aporciéu, etc.), uso del pronombre (da-ye, da-yos), siendo en lo demás común a grandes rasgos con el asturiano central. Desde el punto de vista lingüístico es muy destacable que los tres pueblos de la parroquia de El Pino quedan bajo la isoglosa -as/-es que tiene su límite entre La Pola y Yanos. 
Dispone de varios molinos, uno de ellos en el centro del pueblo, y otro protegido oficialmente ubicado por encima de la capilla. También una casa de Indianos en la parte baja del pueblo declarada monumento de interés con un merendero con cedros distintivos y una araucaria de grandes proporciones donde se ubica el hotel El Parador. En el centro de la localidad se ubica la finca del Palacio llamada así porque hasta no hace mucho albergaba el Palacio de Felechosa. Originariamente este palacio era una casona de buena sillería con varios arcos en la entrada propiedad de Los Ordóñez del Pino. Posteriormente fue adquirida por los marqueses de Pidal que la demolieron levantando en su lugar una edificación tipo chalét alpino dedicado a la caza. El edificio fue abandonado y en los años 80 se derrumbó definitivamente. Solo quedó como testigo el tejo centenario (tixo) que hoy podemos contemplar en el recinto dedicado a parque público.
Dentro de la tonada allerana hay que destacar la figura de Santos Luciano Alonso Muñiz nacido en El Casqueyu, barrio de Felechosa, el 9 de enero de 1895. Según Pedro Rodríguez Cortés, estudioso de la canción allerana, fue un excelente tenor de timbre melodioso que nunca quiso participar en concursos de canción asturiana. En los años veinte el cantante emigró a América, concretamente a Cuba donde trabajó en diversos oficios.  Fue autor de múltiples canciones (muchas escritas por su hermana María) que han sido clasificadas por Mari Nieves Tejón en tres categorías según su temática: relación de los alleranos con los valles limítrofes ("La Carexona", "Pendu l´Argueyu", "Año sesenta y ocho"), composiciones amorosas ( "Treinta reales de tachueles", "Pintar, pintela", "Con quién rondabes anueche", "Una vez que fui de ronda" ), y nostálgicas ( "Adiós, Vega La Valencia", "La Fumiosa", "La Felguerina", y "Adiós mundo engañador"). La canción “Adiós Vega La Valencia” fue una de las más famosas y más interpretadas del cantante.
Las fiestas del pueblo se celebran el último fin de semana de agosto y se denominan el Carmín. Desde hace ya varios años la fiesta está organizada por la asociación juvenil "La Pitera" que está consiguiendo gracias a su programa de festejos una gran acogida por todos los pueblos de alrededor.
El pueblo es conocido también por la organización de las jornadas gastronómicas de Felechosa durante todo el año tales como las de la miel, la matanza, la caza y la nieve.
Los escritores Pablo Texón y Joaquín Fenández García (que escribe en la variedad del Alto Aller) son naturales de esta localidad así como la política Pilar Alonso, así como el cantante y compositor Toni Amboaje.

## Economía
Tradicionalmente Felechosa por su ubicación como último pueblo de paso de montaña había sido un lugar donde la economía era netamente ganadera. Los habitantes del pueblo vivían en primavera y verano en los puertos y mayaos de las zonas altas ricas en pastos. Cosechaban l'erba (heno) para sus ganaderías en verano en las diferentes caserías y se recogían al pueblo en los meses de invierno con sus familias y cabezas de ganado. Donde tenían sus huertas en las que se plantaban patatas, alubias y maíz entre otros. 
A finales del siglo XIX con la aparición de las minas los habitantes del mismo compaginarían estas actividades con la ganadería que nunca dejarían de practicar. 
Durante la Guerra Civil y el pueblo sufrió una situación desfavorable por encontrarse en una posición de frente de guerra practicándose una economía autártica dónde las requisiciones eran constantes.
En los primeros años de la posguerra con las nuevas leyes de aranceles interiores, muchos se dedicaron al negocio ilegal del estraperlo aprovechando los conocimientos orográficos.
Con el fortalecimiento de la minería unido a los ingresos de la ganadería haría que se desempeñase una doble actividad dando lugar a una doble renumeración al contrario que los pueblos netamente mineros de la parte baja de la cuenca. Este excedente de capital fomentó que muchos invirtieran en negocios de todo tipo. Dando como resultado un verdadero florecimiento de la economía local. Desde una pequeña fábrica de piedras de afilar pasando por negocios ultramarinos, fondas, chigres1, salones de bodas e incluso un cine y una discoteca que para una población de menos de 1000 habitantes es más que remarcable. Muchos de estos negocios no alcanzarían la década otros se afianzarían. Importante es que fue  creándose una mentalidad empresaria que lo diferenciaría de los pueblos colindantes.
En el pueblo actualmente hay 7 establecimientos con capacidad de alojamiento de categoría variable, 5 bar-restaurantes, 9 bares, 3 discopubs, una discoteca  y un albergue juvenil que, para una población oscilante en torno a los seiscientos habitantes, resulta una cantidad remarcable. Y se organizan al menos tres jornadas gastronómicas de Felechosa.
Así mismo por iniciativa empresarial local se crearía una Fábrica de Agua Mineral : Agua de Cuevas, que distribuye agua embotellada por toda España. 3
También una fábrica de licores, dos fábricas de embutidos y una de postres tradicionales entre otros.
Dos oficinas bancarias CajaAstur y el Banco Herrero abrirían sus puertas en la década de los 90 en Felechosa.
El boom del ladrillo no dejó indiferente esta localidad próspera cambiando el panorama paisajístico en apenas unos años, con la construcción de numerosos edificios de apartamentos.
Y para el año 2012 se ha proyectado abrir un centro de atención a personas mayores en la parte alta del pueblo que supondrá un verdadero auge para la economía local, puesto que se efectuarán treinta millones de inversión en una parcela de 14.200 metros cuadrados financiados por la Mutua Minera, con esto se desarrollará cien empleos directos y otros 300 indirectos para 150 habitaciones que estarán dotadas con todos los servicios. Un complejo termal de última generación. Las obras ya se han finalizado.